# Ушаков, Сергей Александрович
Сергей Александрович Ушаков (1934—2005) — советский, российский учёный-геофизик, доктор геолого-минералогических наук.

## Биография
Родился в семье служащих: Ушакова Александра Павловича и Ушаковой (Зейберг, нем.) Веры Владимировны.
После окончания в 1956 году геологического факультета МГУ, работал в МГУ. Участник морских антарктических экспедиций в 1955—1956, 1957—1958 и 1961—1962 годах, геофизических полярных экспедиций в Северном Ледовитом океане в 1963—1973 годах.
Аспирант, в 1961—1979 годах на геологическом факультете — научный сотрудник кафедры геофизических методов исследования земной коры, в 1980—2005 годах на географическом факультете — профессор кафедры геоморфологии и палеогеографии, одновременно директор Музея землеведения МГУ (1979—2005).
Похоронен в Москве на Троекуровском кладбище.

## Сочинения
Основные научные труды посвящены сейсмологии, гравиметрии, геотектонике.
- «Геофизические исследования строения земной коры в Восточной Антарктиде» (1963)
- «Геофизика о дрейфе материков» (1976)
- «Гравитационное поле и рельеф дна океана» (соавт., 1979)
- «Дрейф материков и климаты Земли» (соавт., 1984)
- «Происхождение Луны и её влияние на глобальную эволюцию Земли» (соавт., 1989)
- «Глобальная эволюция Земли» (соавт., 1991)
- «Природа тектонической активности Земли» (соавт., 1993)
- «Океанический рифтогенез» (соавт., 2001)
- «Тектоника плит и полезные ископаемые Катазии (Юго-Восточный Китай)» (соавт., 2002)
- Сорохтин О. Г., Ушаков С. А. Развитие Земли. — М.: Изд-во МГУ, 2002. — 506 с. (учебник)
- Учебное пособие «Экологическое состояние территории России» (2001)
- «Музеи высших учебных заведений. Аннотированный справочник-путеводитель» (соавт., 1999)
- «Музеи университетов Евразийской ассоциации. Аннотированный справочник» (соавт., 1999)
- «Космическое землеведение: Диалог природы и общества: Устойчивое развитие» (соавт., 2000)

## Награды и звания
- Премия им. М. В. Ломоносова (1965) за научную работу «Геофизические исследования строения земной коры в Восточной Антарктиде»
- Почётный полярник (1966)
- Заслуженный деятель науки РФ (1995)
- Орден Почёта (2002)
- Премия Правительства РФ (2002)
- Заслуженный профессор МГУ (2002)